# Biserica Sfântul Nicolae din Dorohoi
Biserica Sfântul Nicolae Domnesc din Dorohoi este un lăcaș de cult ortodox construit în anul 1495 în localitatea Dorohoi (astăzi municipiu în județul Botoșani). Edificiul a fost ctitorit de voievodul Ștefan cel Mare și se află pe Strada Ștefan cel Mare, nr. 61.
Ansamblul Bisericii Domnești figurează pe Lista monumentelor istorice din județul Botoșani având codul de clasificare  BT-II-a-A-01984 și fiind format din următoarele două obiective:
- Biserica Sf. Nicolae - datând din 1495 și având codul BT-II-m-A-01984.01 (RAN: 36015.13.01) și
- Turn clopotniță - datând din sec. al XVIII-lea și având codul BT-II-m-A-01984.02 (RAN: 36015.13.02).

În Repertoriul Arheologic Național monumentul apare cu codul 36015.13.

## Istoric și trăsături
În anul 1495 Ștefan cel Mare (domn al Moldovei între 1457-1504) ctitorește la Dorohoi o biserică cu hramul Sfântul Ierarh Nicolae. Lăcașul este sfințit la data de 18 octombrie 1495. În prezent Biserica Sfântul Nicolae Domnesc reprezintă cel mai vechi monument istoric din zona municipiului Dorohoi și principalul obiectiv turistic pentru vizitatorii din țară și din străinătate. Edificiul a fost restaurat de câteva ori în perioada 1896-1921 și își păstrează în întregime formele originale și zidurile inițiale, înfățișându-se ca un monument bogat decorat. Se încadrează în stilul arhitectonic tradițional moldovenesc.
Construcția are plan triconc (formă de cruce), cu turlă pe pronaos și acoperiș fragmentat, având supralărgit pronaosul față de naos. Este construită din gresie cenușie, ușor cioplită, iar colțurile și contraforturile din piatră de talie. Turla se sprijină pe o bază dublă, prima este octogonală iar a doua stelată, cu opt vârfuri. Discurile sunt smălțuite și colorate în nuanțe de galben și verde și sunt ornamentate cu motive fantastice din fiziolog, motive geometrice și stema țării. Intrarea în biserică se face printr-un portal în formă de arc frânt cu muluri cilindrice și uniforme ce pornesc de pe mici baze diferit ornate. Deasupra ușii se află firida destinată icoanei hramului. În vechime ușa a fost pe partea vestică a construcției, fiind mutată ulterior în locul unde se află în prezent. Acest lucru a fost descoperit în momentul lucrărilor de restaurare efectuate asupra monumentului.
Interiorul bisericii se compune din naos, pronaos și altar. Pronaosul este despărțit de naos printr-un perete prevăzut cu o ușă îngustă de la care chenarul a dispărut. Este singura biserică dintre ctitoriile orășenești la care se mai păstrează zidul dintre naos și pronaos. Pronaosul este boltit cu o calotă sferică sprijinită pe patru arcuri, două longitudinale și două mai late, transversale. La cele două extremități ale absidei altarului se găsesc diaconiconul și proscomidiarul săpate în zid, ambele prevăzute cu câte o fereastră orientată spre răsărit. Pictura mai păstrează unele fresce de o excepțională valoare artistică, fiind atribuită fie epocii lui Ștefan cel Mare, fie celei a lui Petru Rareș. Din pictura naosului iese în evidență tabloul votiv care îi înfățișează pe voievodul Ștefan, Doamna Maria, Bogdan, Ștefan cel Tânăr, și pe fratele său Petru. Biserica Domnească din Dorohoi reprezintă singurul caz din Moldova unde tabloul votiv este prelungit și pe peretele sudic; Iisus este pictat pe acest perete și nu pe cel vestic, ca de obicei, iar ctitorul cu familia sa se află pe peretele vestic având privirile îndreptate de la dreapta la stânga. Catapeteasma a fost refăcută în anul 1795, iar clopotnița actuală, din cărămidă, a fost construită în 1871. Terenul din jurul bisericii a servit ca cimitir până în 1890. Cu prilejul aniversării a 400 de ani de la sfințire (1894) și comemorării a 400 de ani de la moartea lui Ștefan cel Mare (1904), biserica a fost renovată total, lucrările presupunând acoperirea cu tablă a edificiului, repararea zidăriei, spălarea picturii etc. Pentru obținerea fondurilor necesare au intervenit V.A. Urechia, D. Sturdza și Iosif Naniescu (mitropolitul Moldovei).

## Imagini

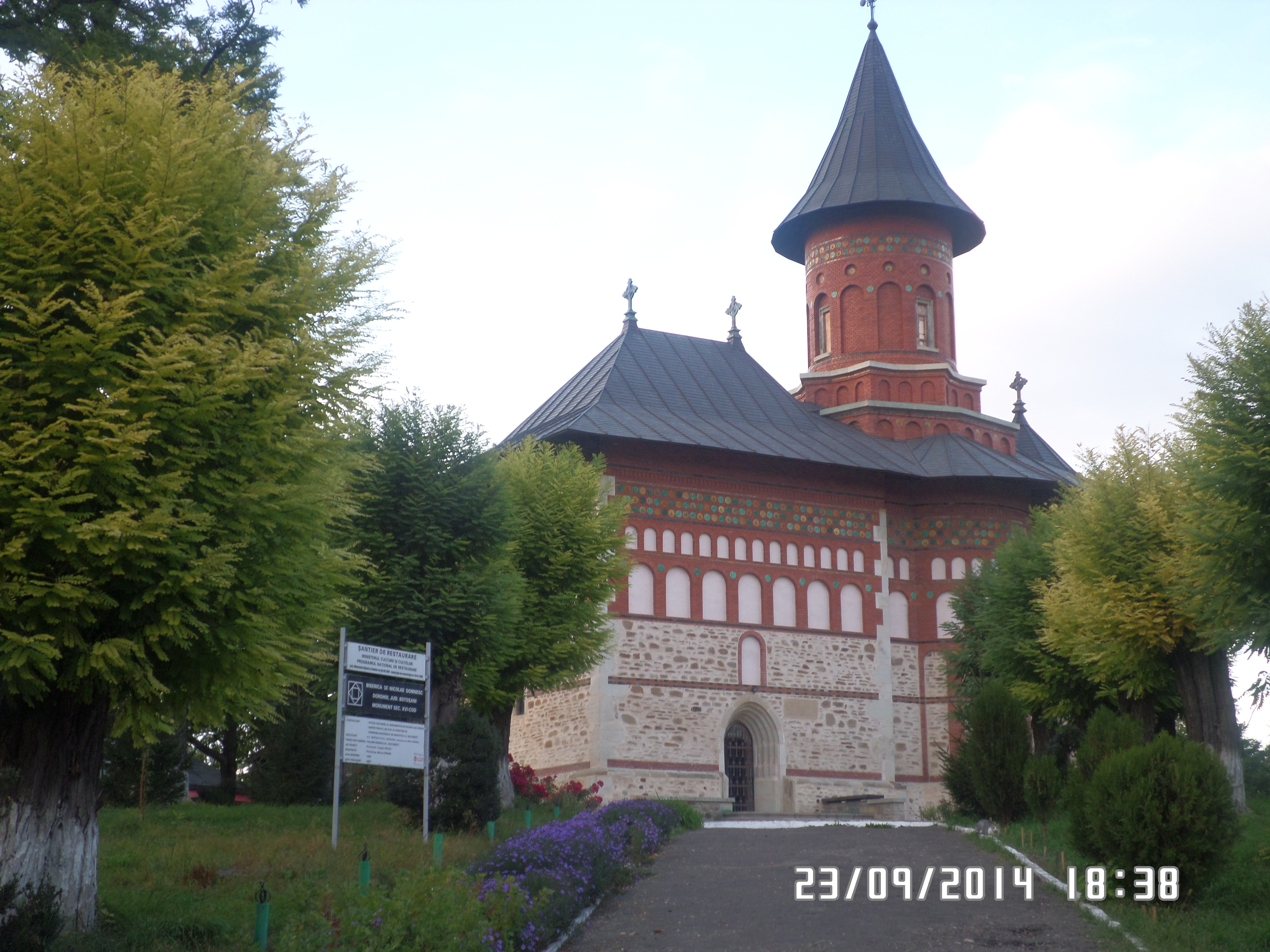
Biserica Sf. Nicolae Domnesc
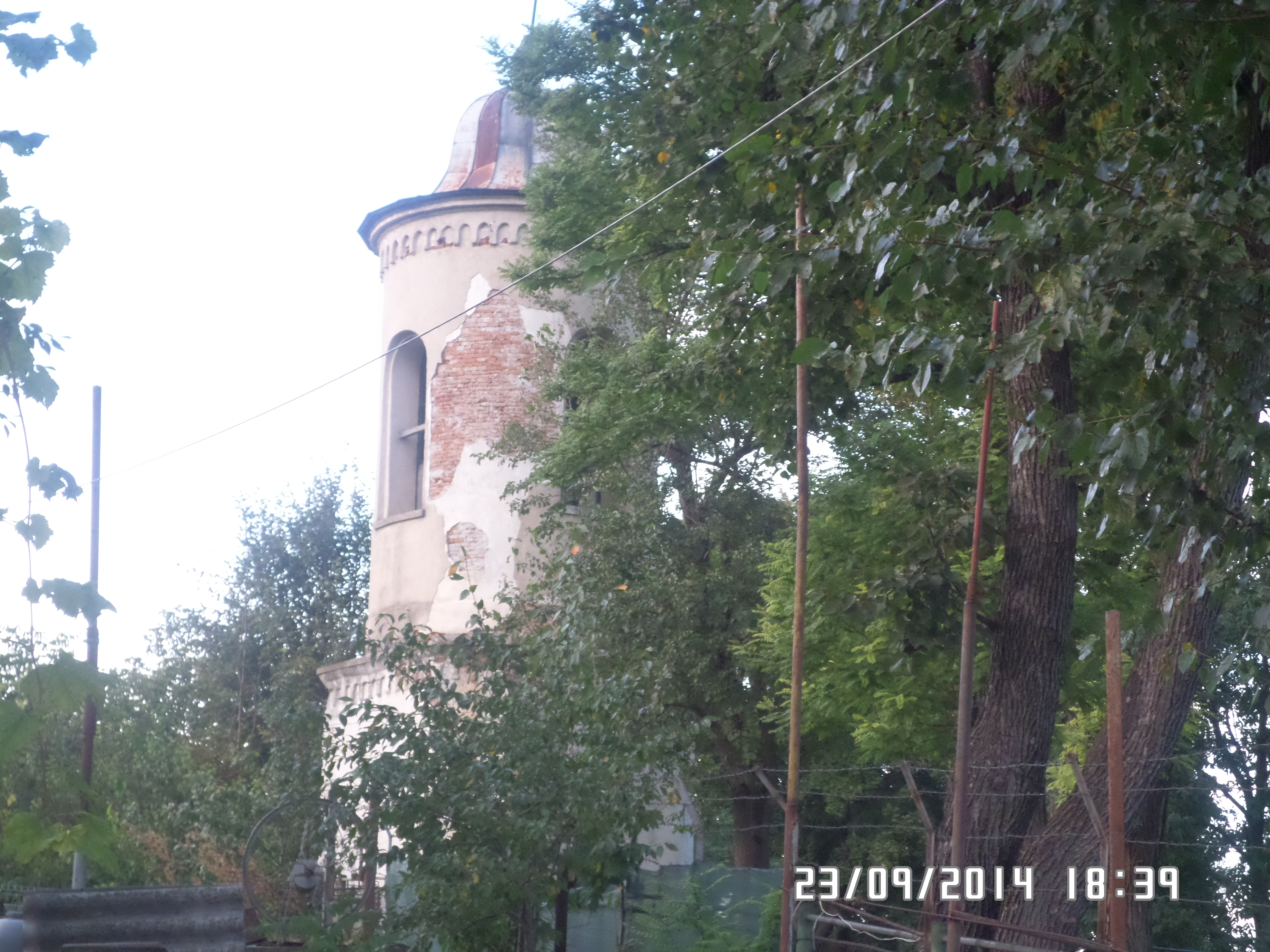
Turnul clopotniță

## Legături externe
- Biserica Sfantul Nicolae - Dorohoi, crestinortodox.ro